# Handnesøya

Handnesøya  est une île de la commune de Nesna , en mer de Norvège dans le comté de Nordland en Norvège.

## Description

Les îles de Nesna

L'île de 34,4 km2 se situe entre les îles de Tomma et Hugla et le continent, le long du fjord Sjona (en). L'île montagneuse a une zone plate très étroite sur les côtés est et ouest où vivent les habitants de l'île. 
Il existe une liaison par ferry entre le village de Handnesneset à la pointe sud de l'île et le village de Nesna sur le continent et l'île de Tomma. Handnesøya Chapel (en), fondée en 1921,est située dans le village de Saura sur le côté ouest de l'île. 